# Вила дел Казале
Вила дел Казале (на италиански: Villa del Casale) е древноримска императорска вила в близост до град Пиаца Армерина на остров Сицилия.
Включена е в списъка на обекти на световното историческо и културно наследство на ЮНЕСКО.
Вилата е известна със своите подови мозайки и рисунки по стените. На мозайка са изобразени 10 момичета по бикини, с което вилата придобива световна популярност.
Постройката е завършена през 4 век. Използвана е като луксозна вила за почивка на високопоставени римляни. Подовете на вилата са покрити с мозайки, които се поддържат. Мозайката в стаята за хранене е сред най-големите, покрива площ от 3000 m².